# Follonica
Follonica es una localidad de la provincia de Grosseto, en la Toscana, Italia. Su población es de 21 761 habs. (2006) en una superficie de 55,84 km². Se encuentra en la costa del mar Tirreno.

## Edificios y monumentos
- Iglesia de San Leopoldo.
- Castillo de Valli.
- La Pievaccia.

## Demografía
| Gráfica de evolución demográfica de Follonica entre 1861 y 2001 |
|                                                                 |
| Fuente ISTAT - elaboración gráfica de Wikipedia                 |